# Ernesto Cortissoz

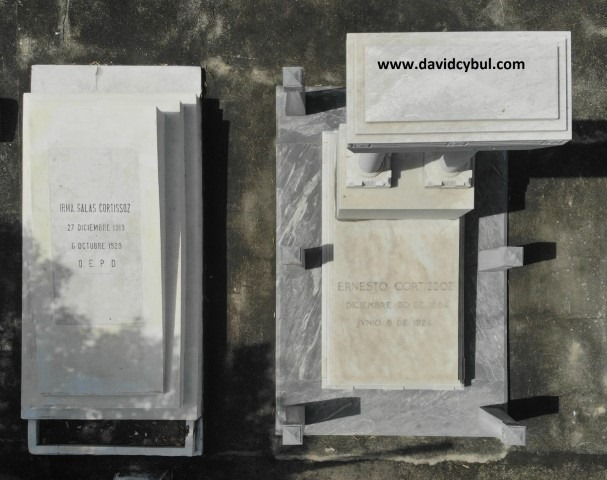
Tumba de Ernesto Cortissoz en el Cementerio Judío Sefardita de Barranquilla. Foto de David Cybul

Ernesto Cortissoz Álvarez-Correa (Barranquilla, 30 de diciembre de 1884 - 8 de junio de 1924) Fue un empresario colombiano, pionero de la aviación comercial en Colombia y América Latina.

## Biografía

### Infancia
Ernesto Cortissoz nació en Barranquilla el 30 de diciembre de 1884. Su padre, Jacobo Cortissoz Jesurum Pinto, casado con Julia Álvarez Correa, descendía del matrimonio judío sefardita conformado por José Cortissoz y Esther Jesurum Pinto, los cuales emigraron de Curazao en la primera mitad del siglo XIX.
Del matrimonio Cortissoz Álvarez-Correa nacieron catorce hijos, siendo Ernesto el sexto. Su tía materna Clara Álvarez-Correa se hizo cargo de él, llevándolo a Bremen, Alemania, donde realizó sus estudios básicos y obtuvo el diploma Realschule, después de sustentar con méritos su tesis sobre comercio. Posteriormente su tía lo llevó a Inglaterra para que aprendiera inglés; y a Suiza, para que aprendiese francés e italiano. Una vez logrado este objetivo, Clara regresó con Ernesto a Barranquilla.

### Juventud
A su regreso se dedicó a las actividades económicas iniciadas por su padre. Colaboraba principalmente en las oficinas de Cortissoz y Cía, que dirigía su hermano Rodolfo, atendiendo los trámites ante la aduana de las importaciones y exportaciones que la compañía efectuaba. Efectuaba viajes periódicos a localidades como Zambrano, Plato, Magangué y Usiacurí, a cobrar dinero o a las cercanías de la isla del Fangal, en donde tenían una propiedad en vías de explotación. En Honda también funcionaba la Casa Cortissoz de la Peña. Las inversiones de la familia Cortissoz se extendieron a diversas ramas de la economía siguiendo las tendencias de la época.

### Madurez
En 1908 se casó con Esther Rodríguez González en un matrimonio mixto habida cuenta de que pertenecían a diferentes religiones. Ernesto era judío y Esther católica. Este matrimonio tuvo siete hijos: Enrique, Clara, Cecilia, Ernesto, Fernando, Alberto y Eduardo.
Ernesto Cortissoz se convirtió en uno de los principales ejecutivos en Barranquilla. En 1914 se encargó de la gerencia del Crédito Mercantil, nombre bajo el cual la Sociedad Colectiva Cortissoz-Correa y Cía fundada en el mismo año, adelantaba negocios bancarios, actividad principal de la misma, participó de esa multiplicidad  negociadora que caracterizó a Barranquilla y a su élite empresarial a partir de la segunda mitad del siglo XIX. LA SCADTA, The Walters Brewing and Ice, absorbida por la Cervecería Barranquilla cuyos accionistas más importantes pertenecían a la familia Cortissoz, Compañía Unida de Fósforos y la empresa Harinera del Atlántico, lo tuvieron como accionista. Ernesto Cortissoz hizo gala de sus dotes de gerente. Lo fue del Crédito Mercantil, de la fábrica de fósforos El Cóndor, de la empresa del tranvía urbano, y el acueducto de la ciudad.
Ernesto Cortissoz estuvo presente en la fundación del béisbol, haciendo parte del grupo de personas que organizó esta actividad deportiva en el país.
Si bien Cortissoz no participó activamente en política, sí lo hizo en forma indirecta, a través de todas las asociaciones que propugnaban por el desarrollo y bienestar de Barranquilla.  Muestra de ello fue su militancia en la Liga Costeña, como fundador y representante por el departamento del Atlántico en 1919. También llegó a ser grado 33 de la masonería, rito inglés.
Con un capital de cien mil pesos, y según acta notarial del 5 de diciembre de 1919, se constituyó la empresa de aviación Sociedad Colombo Alemana de Transporte Aéreo SCADTA en Barranquilla, teniendo como presidente ad honorem a Ernesto Cortissoz. Esta sociedad trajo dos aviones de Alemania, iniciando la aviación comercial en América. El objetivo prioritario de trabajo era establecer líneas de comunicación con el interior del país. Además se esperaba poder contratar la conducción de correos por vía aérea, a partir de licitación pública ante la Administración General de Correos Nacionales. El 14 de noviembre de 1920, el primer Junkers aterrizó en la sabana de Bogotá.

### Muerte
El 8 de junio de 1924 murió tras precipitarse a tierra el avión “Tolima” de Scadta, desde el cual arrojaba volantes que promovían el proyecto de la solución hidráulica de Bocas de Ceniza. El accidente se debió a una falla mecánica del aeroplano.